# کلارندون، کبک
کلارندون (به فرانسوی: Clarendon) شهری در منطقه شهری پونتیاک ناحیه اوتاوه در استان کبک کانادا است. در سرشماری سال ۲۰۱۱ این شهر ۱٬۳۶۹ نفر جمعیت داشته‌است و مساحت آن ۳۲۷٫۲۷ کیلومتر مربع است.